# Місто Мертвих (Каїр)
30°02′48″ пн. ш. 31°16′35″ сх. д. / 30.0467° пн. ш. 31.2764° сх. д.

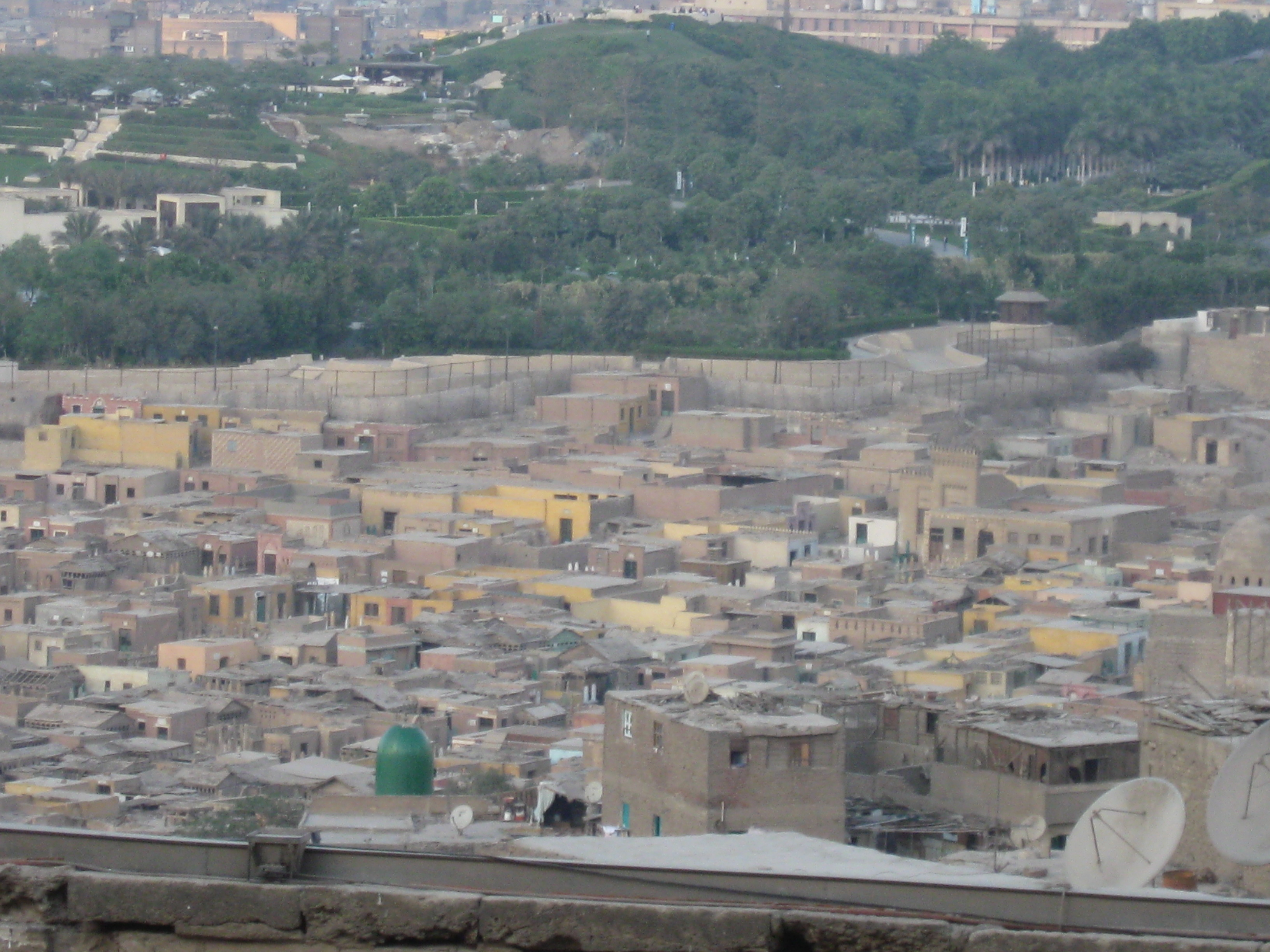
Західні креси Міста Мертвих у Каїрі, листопад 2009 року

Місто Мертвих (альтернативні назви: Східне кладовище, Карафа(т), араб. Qarafa, Arafa, Qarafat el Sharqiyya; англ. City of the Dead) — один з найвідоміших старовинних цвинтарів у столиці Єгипту місті Каїрі.

## Короткі відомості
Місто Мертвих або Східне кладовище є великим (завдовжки понад 6,5 км) старовинним цвинтарем в історичній частині Каїру у його східній частині. Мешканці Каїру та інші єгиптяни нерідко називають його просто ель-арафа тобто «цвинтар». 
У Каїрському Місті Мертвих поховані декілька великих мамлюцьких султанів, зокрема, і Кайтбей, чий Мавзолей, зведений 1474 року, вважається чудовим взірцем ісламської архітектури.  
Місто Мертвих у Каїрі насправді таким не є — тут вирує своєрідне життя. Часто мавзолеї і склепи (закинуті і давно вже не відвідувані родичами померлих) обертають на тимчасові (або постійні) помешкання — у них селяться переважно маргінальні елементи суспільства, також приїжджі до Каїру в пошуках кращої долі та міська біднота, а подеколи на якийсь час у Місті Мертвих влаштовуються люди, яким дуже важко відійти від втрати (смерті) близької/близьких людини/людей. Са́ме живі мешканці Міста Мертвих визначили недобру славу цвинтаря, хоча серед самих каїрців безперечно найбільш кримінальним вважається Шубра. Також у Місті Мертвих існує власна інфраструктура.
Вихідними і у свята Місто Мертвих відвідують родичі померлих, захоронених тут, нерідко тут же влаштовуються поминальні трапези.

## Галерея

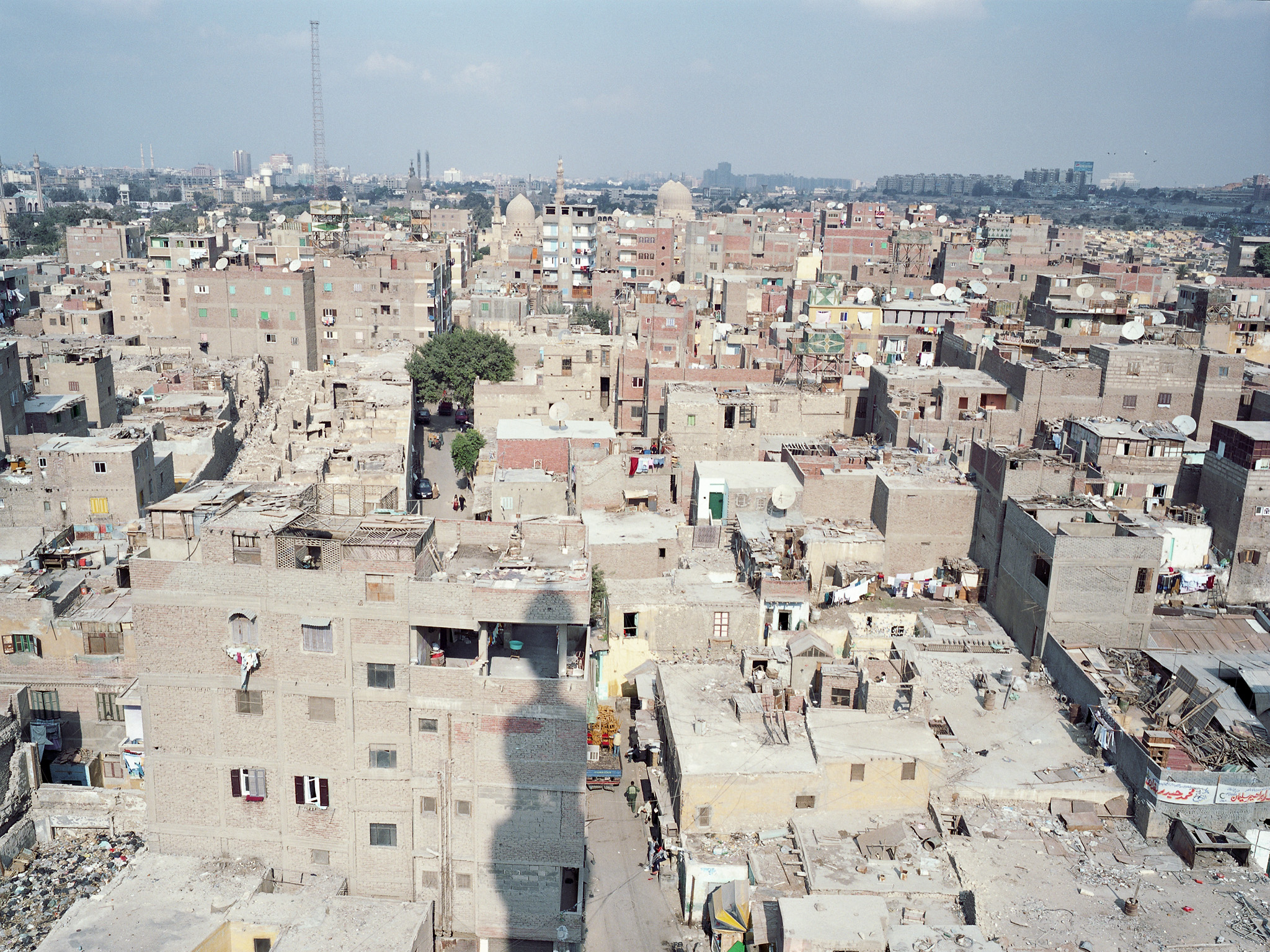
Північно-східна частина Міста Мертвих з висоти Мечеті (Мавзолею) Кайтбея, січень 2006 року
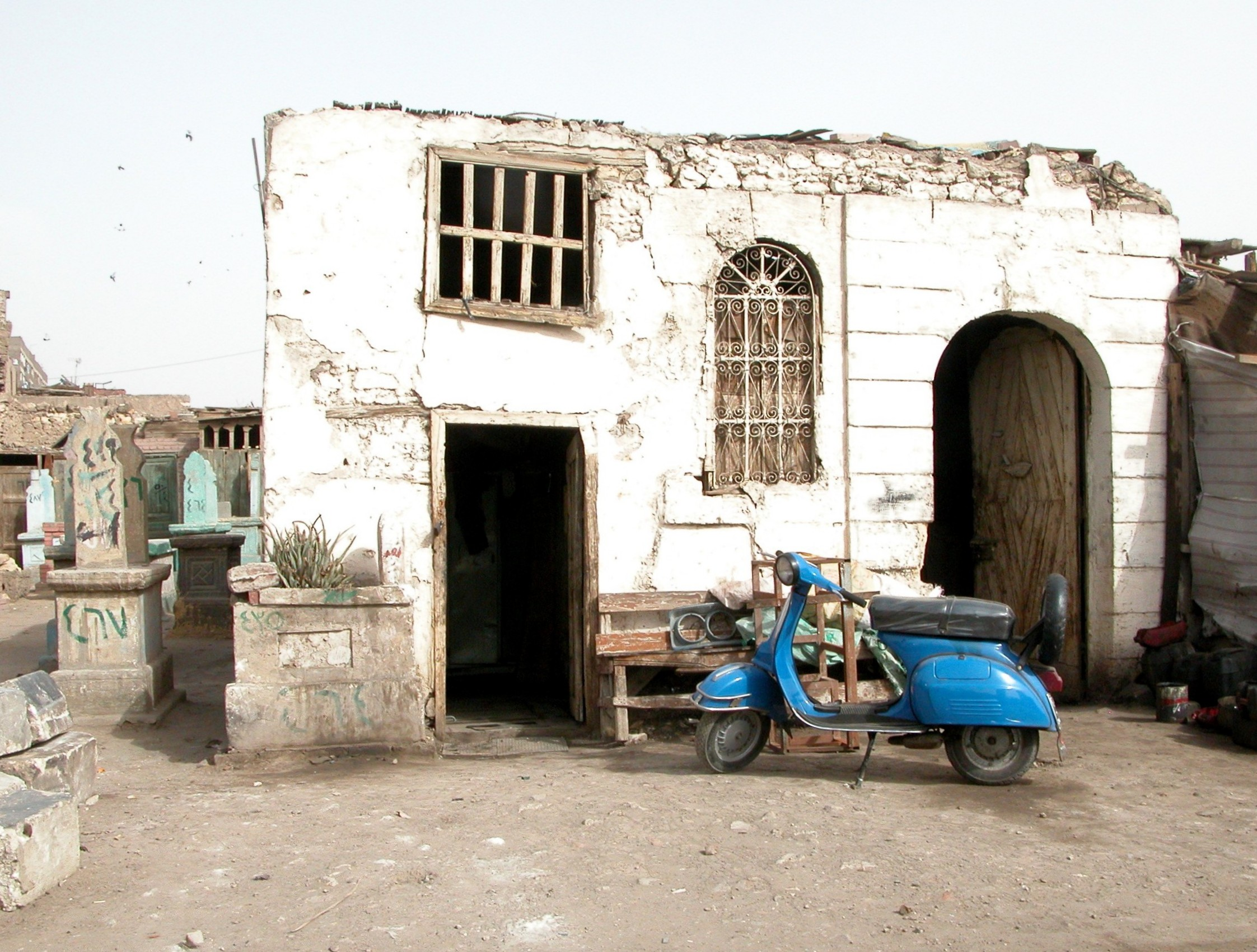
Місце захоронення (склеп), обернений на житлове приміщення, є звичайною картиною для Міста Мертвих